# 韩国法律
韓國法律制度屬於大陆法系，以韩国宪法为基础，並吸收部分英美法系特点。韓國於1949年通過《法院組織法》后，正式建立三審級制的獨立司法系統。1987年修訂之憲法中，第103條「法官依其良心，據本憲法及法律之規定，獨立審判」的條文，再次確認司法獨立。是次憲法修訂亦設置韩国宪法法院，建立積極違憲審查制度。
韓國的訴訟採大陸式糾問式訴訟，與英美法系之對抗制有顯著不同。該國檢察官直接或間接調查刑事案件，與中國、日本的制度類似。另一與英美法系顯著不同的是，檢警審訊嫌疑人時若無辯護律師在場，其審訊紀錄是否有效的規定：若嫌疑人在預備程序或審判時確認紀錄為真，即使無辯護律師在場，其供詞依然有效。若被告否認紀錄為真，但有間接證據證明紀錄之可信，該紀錄依然有效。惟被告若否認警詢紀錄為真，警詢紀錄則無效。
韓國的宪法和刑法典均明文禁止溯及既往與違反正當程序。憲法規定，對人民的逮捕、拘留、搜查或羈押需要法官核可，除非是現行犯或罪證確鑿，且行為人有湮滅證據或逃亡之虞，才可事後補發令狀。此外，不得對嫌疑人實施酷刑，亦不得強制嫌疑人自證己罪。憲法亦保障因犯罪而被捕之人，有委託律師協助的權利，並有權向法院申请人身保护令。
大韩民国公民的各种权利受到《宪法》第二章的保障，其中还规定了服兵役和纳税的义务。不過，韓國政府可以基於維護社會秩序或國家安全之目的，限制上述權利。《国家安全法》禁止「反政府活动」，事實上將宣传敵對意识形态（特别是共产主义）和加入反政府组织等行為入罪。
韓國以《六法全書》，即憲法、民法、刑法、商法、民事訴訟法與刑事訴訟法為最通用之法律。

## 沿革
韩国许多纠纷是由事实上的非正式调解人，如鄉里長者調解，而較少訴諸訴訟。随着韩国的现代化，诉讼案件急剧增加。2002年提交的民事案件总数为1,015,894件，2006年上升到1,288,987件。韩国的法律體制可追溯至獨立建國、制定第一部宪法之時。立國以降，《宪法》多次增修，最近的一次是在1987年第六共和国成立之初。
1949年9月26日通过的法律《法院组织法》，正式在大韩民国建立了一个三審級制、独立的司法系统。
1987年《宪法》保证，除因弹劾、犯罪行为或喪失行为能力外，法官不会被免职。1987年《宪法》第103條亦正式規定司法獨立：「法官依其良心，據本憲法及法律之規定，獨立審判」。是次憲法修訂還設置宪法法院，建立積極違憲審查機構。

## 司法制度
1949年9月26日韩国通过《法院组织法》，確立三審級的法院制度。司法制度由大法院、宪法法院、6个高等法院、18个地区法院和一些專業法院构成。地区法院可开设分院或下设市级法院。韩国雖無陪审制，由法官形成判決，但自2001-2008年後，部分刑事案件和环保案件也开始設置陪审员。

### 地区法院
韩国目前有18个地区法院。地区法院是可以受理任何民事和刑事案件的一审法院。地区法院设有40个分院，下设有103个市级法院。地区法院上诉小组有权处理由单一地区法院或分院处理的案件的上诉。地区法院上诉小组由3名法官组成。
市级法院只能负责金额在2,000万韩圆以下、刑期在30天以内或罚金在200万韩圆以下的小案件的初审。地区法院分院的职能与地区法院基本相同，但没有处理上诉的权力。

### 高等法院
高等法院是处理地区法院和專業法院上诉的二审法院。高等法院的上诉法院由3-8名法官组成。韩国目前在首尔、釜山、大邱、大田和光州设有6个高等法院。 

### 大法院
大法院為韩国的最高法院，负责处理不服二审判决而上诉之案件，由包括院长在内的13名大法官组成。

## 宪法

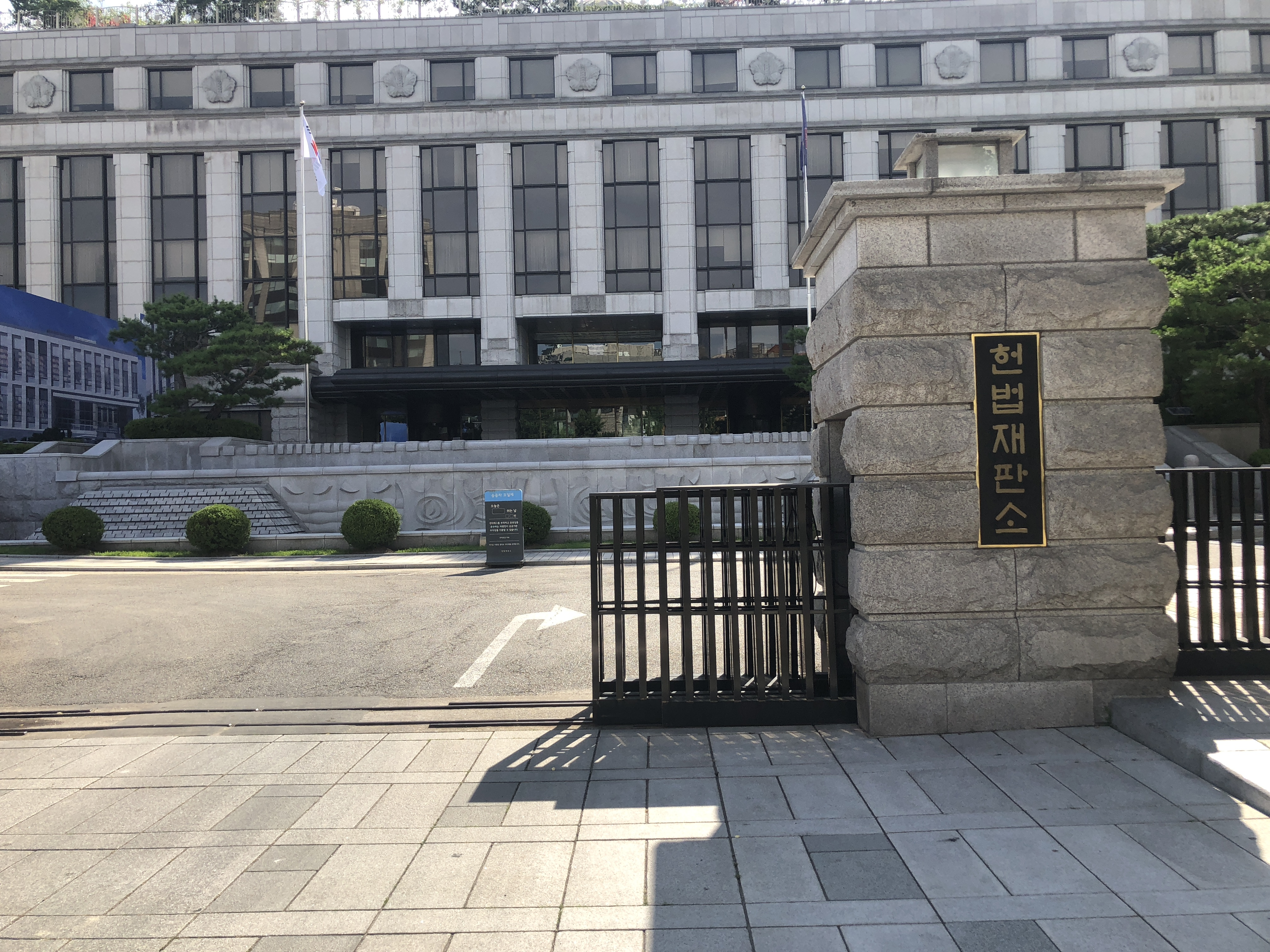
韩国宪法法院

1948年，韩国公布第一部宪法，并按宪法原则建国。在建国后的几个十年中，韩国对宪法进行了九次修订。最新的一次宪法修订是在1987年的第六共和国。
《韩国宪法》保证司法独立。《宪法》第103条明确规定，“法官依据宪法和法律及其良知，独立做出审判”。法官“除被宣告为弹劾或禁锢以上的刑之外”，不得被罢免。
1987年修订的《韩国宪法》，除了保证司法独立外，还规定建立宪法法院进行违宪审查。

## 刑法
韩国现行的刑法于1953年9月18日以法律第293号文件颁布，并于同年10月3号开始生效。《韩国刑法》由391个条文构成。
《韩国宪法》和《韩国刑法》禁止追溯法令和违反正当法律程序。《韩国宪法》还规定捉拿、拘囚、剥夺产业需要遵循正当法律程序，現行犯、有潜逃危险的重罪嫌疑犯或有销毁证据的嫌疑犯除外。另外刑事嫌疑犯不得被逼供。对被拘押的刑事嫌疑犯必须提供法律援助并告知嫌疑犯本人有寻求法律帮助和向法院提出人身保护令的权利。嫌疑犯也有要求及时通知其亲属的权力。

## 私法
韩国私法主要包括《韩国民法》和《韩国商法》。《韩国民法》于1958年以法律第471号文件颁布，于1950年生效以取代从日治时期沿用的日本《民法》。《韩国商法》于1962年正式制定以取代从日治时期沿用的“依用商法”。 

## 国际法律条约
依据《韩国宪法》第6条，韩国签订的国际条约与韩国国内法律拥有同样的法律效力。依据《宪法》，韩国总统有与其它国家签订法律条约的权力。国际条约需经韩国国会批准生效。

## 延伸閲讀
- Kim, Sangjoon, Jaihyun Park, Kwangbai Park, and Jin-Sup Eom. "Judge-Jury Agreement in Criminal Cases: The First Three Years of the Korean Jury System （页面存档备份，存于）." Journal of Empirical Legal Studies. Volume 10, Issue 1, pages 35–53, March 2013. Published online January 18, 2013. DOI: 10.1111/jels.12001.
- "The Korean Law Blog. （页面存档备份，存于）"